# José Higueras
Pour les articles homonymes, voir Higueras (homonymie).
José Higueras, né le 28 février 1953 à Grenade, est un ancien joueur de tennis professionnel espagnol devenu entraîneur.
Il a été en 2008 l'entraîneur de Roger Federer.

## Carrière
Grand spécialiste de la terre battue comme beaucoup d'Espagnols, il a atteint les demi-finales des Internationaux de France de tennis à deux reprises, en 1982 (battu par Guillermo Vilas) et en 1983 (battu par Mats Wilander). Il a remporté 16 tournois en simple durant sa carrière, parmi lesquels deux fois le tournoi de Hambourg en 1979 et 1982. Il a également gagné la première World Team Cup avec l'Espagne en 1978. Il fut 6e mondial en 1983, sa meilleure année.
Lors d'un match contre John McEnroe à Roland-Garros en 1984, il demanda à genoux à l'arbitre de donner un point à son adversaire qui apostrophait l'arbitre, les spectateurs et les cadreurs à propos d'une balle litigieuse.
Après la fin de sa carrière de joueur, José Higueras devient un entraîneur à succès. Il entraine notamment Jim Courier, Pete Sampras et, plus récemment, le Russe Dmitri Toursounov et l'Argentin Guillermo Coria. Il avait notamment mené Michael Chang, alors âgé de 17 ans, au titre de Roland-Garros en 1989.

## Parcours dans les tournois duGrand Chelem

### En simple
| Année | Open d'Australie | Open d'Australie | Internationaux de France | Internationaux de France | Wimbledon      | Wimbledon  | US Open        | US Open  | Open d'Australie | Open d'Australie |
| ----- | ---------------- | ---------------- | ------------------------ | ------------------------ | -------------- | ---------- | -------------- | -------- | ---------------- | ---------------- |
| 1974  | —                | —                | 3e tour (1/16)           | M. Riessen               | 2e tour (1/32) | K. Warwick | —              | —        | n.o.             | n.o.             |
| 1975  | —                | —                | 1er tour (1/64)          | J. Andrews               | —              | —          | 3e tour (1/16) | E. Dibbs | n.o.             | n.o.             |
| 1976  | —                | —                | 3e tour (1/16)           | F. Jauffret              | —              | —          | 2e tour (1/32) | T. Okker | n.o.             | n.o.             |
| 1977  | —                | —                | 1/4 de finale            | P. Dent                  | —              | —          | 1/8 de finale  | G. Vilas | —                | —                |
| 1978  | n.o.             | n.o.             | 2e tour (1/32)           | B. Teacher               | —              | —          | —              | —        | —                | —                |
| 1979  | n.o.             | n.o.             | 1/4 de finale            | V. Gerulaitis            | 2e tour (1/32) | J. Sadri   | —              | —        | —                | —                |
| 1980  | n.o.             | n.o.             | 1er tour (1/64)          | P. McNamara              | —              | —          | —              | —        | —                | —                |
| 1981  | n.o.             | n.o.             | 1er tour (1/64)          | T. Tulasne               | —              | —          | —              | —        | —                | —                |
| 1982  | n.o.             | n.o.             | 1/2 finale               | G. Vilas                 | —              | —          | —              | —        | —                | —                |
| 1983  | n.o.             | n.o.             | 1/2 finale               | M. Wilander              | —              | —          | 2e tour (1/32) | J. Lloyd | —                | —                |
| 1984  | n.o.             | n.o.             | 1/8 de finale            | J. McEnroe               | —              | —          | —              | —        | —                | —                |
| 1985  | n.o.             | n.o.             | 2e tour (1/32)           | A. Järryd                | —              | —          | —              | —        | —                | —                |

N.B. : à droite du résultat se trouve le nom de l'ultime adversaire.

### En double
| Année | Open d'Australie | Open d'Australie | Internationaux de France       | Internationaux de France | Wimbledon                 | Wimbledon              | US Open                 | US Open             | Open d'Australie | Open d'Australie |
| ----- | ---------------- | ---------------- | ------------------------------ | ------------------------ | ------------------------- | ---------------------- | ----------------------- | ------------------- | ---------------- | ---------------- |
| 1974  | —                | —                | 1/8 de finale J. E. Mandarino  | R. Lutz S. Smith         | 2e tour (1/16) M. Orantes | V. Gerulaitis S. Mayer | —                       | —                   | n.o.             | n.o.             |
| 1975  | —                | —                | —                              | —                        | —                         | —                      | 2e tour (1/16) A. Muñoz | T. Okker M. Riessen | n.o.             | n.o.             |
| 1976  | —                | —                | —                              | —                        | —                         | —                      | —                       | —                   | n.o.             | n.o.             |
| 1977  | —                | —                | 1er tour (1/32) J.-F. Caujolle | R. Cano B. Prajoux       | —                         | —                      | —                       | —                   | —                | —                |
| 1978  | n.o.             | n.o.             | Finale M. Orantes              | G. Mayer H. Pfister      | —                         | —                      | —                       | —                   | —                | —                |

N.B. : le nom du ou de la partenaire se trouve sous le résultat ; le nom des ultimes adversaires se trouve à droite.